# Impuniti
Impuniti, Storie di un sistema incapace, sprecone e felice è un saggio di Antonello Caporale.

## Contenuto
Uscito il 13 novembre 2007, sull'onda del successo de La casta di Rizzo e Stella, Impuniti tratta dei tanti sprechi colpevoli delle varie amministrazioni, i cui autori non hanno dovuto rispondere davanti ai giudici degli enormi sprechi di denaro pubblico.
Alcuni degli esempi sono: 
- la crisi dei rifiuti in Campania
- il portale Italia.it
- l'inchiesta Why Not
- la gestione dei fondi per il terremoto e l'alluvione 2002-2003 del Molise

## Edizioni
- Antonello Caporale, Impuniti, Storie di un sistema incapace, sprecone e felice, Baldini Castoldi Dalai, 2007,  p. 320, ISBN 88-6073-298-0.